# Oskar Andersson (missionär)
Karl Oskar Andersson, född 21 mars 1886 i Dalby församling i Uppsala län, död 29 november 1979 i Danmarks församling i Uppsala län, var en svensk baptistisk missionär som var verksam i Belgiska Kongo (nuvarande Kongo-Kinshasa).

## Biografi
Oskar Andersson blev troende kristen och upplevde kallelsen till att bli missionär vid ett möte i Uppsala baptistförsamling, där han döptes och blev medlem 1905. Efter studier vid Örebro missionsskola avskildes han 1914 som missionär för Svenska Baptistsamfundet. Han studerade även vid Livingstone College i London, där han fick sjukvårdsutbildning, samt en period i Frankrike för att lära sig franska inför missionsarbetet.
I Afrika samarbetade han först med anabaptistiska mennoniter och var inspirerad av missionären Alma Doering. Här träffade han sin blivande hustru Sarah Kroeker (1882–1969), en sjuksköterska från USA, och de gifte sig 1915. Paret arbetade tillsammans med mission och sjukvård och byggde församlingar, skolor, barnhem och hus. De verkade bland annat i Bendela, Boshwe och Duna i Kongo.
Oskar Andersson fick av afrikanerna namnet "Mulanda Wetu" som betyder vår vän.